# Aéroports de Paris
Aéroports de Paris (česky Pařížská letiště) je francouzská společnost se sídlem v Paříži. Provozuje mj. dvě největší letiště ve Francii. Společnost byla založena v roce 1945 jako státní podnik a 20. dubna 2005 byla privatizována. V roce 2008 měla 11 451 zaměstnanců.
Aéroports de Paris provozuje následující letiště:
- Letiště Charlese de Gaulla
- Letiště Paříž-Orly
- Letiště Paříž-Le Bourget
- Letiště Marsa Alam v Egyptě [4]

a dále přistávací dráhy ve městech:
- Chavenay
- Chelles
- Coulommiers
- Étampes
- Lognes
- Meaux
- Persan-Beaumont
- Pontoise-Cormeilles-en-Vexin
- Saint-Cyr-l'École
- Toussus-le-Noble
- Issy-les-Moulineaux (Heliport Paříž - Issy-les-Moulineaux)